# Dicranota parvella
Dicranota (Dicranota) parvella là một loài ruồi trong họ Pediciidae. Chúng phân bố ở vùng sinh thái Nearctic.